# Charlotte Ernst
Charlotte Ernst (* 13. Februar 1939 in Kopenhagen; † 11. Juni 1973 ebenda) war eine dänische Schauspielerin und Tänzerin.

## Leben und Wirken
Charlotte Ernst war die Tochter des Kapitäns Robert Ernst (1900–1951) und wuchs in Kopenhagen auf. Mit 13 Jahren begann sie eine Ballett-Ausbildung am Königlichen Theater Kopenhagen. Später besuchte sie die Staatliche Theaterschule in Kopenhagen, wo sie ihre Schauspielausbildung absolviert hatte. Sie war langjähriges Ensemblemitglied am Folketeatret. Eine Theatertournee führte sie zudem in die USA und nach Südafrika. Von 1954 an wirkte sie in mehreren dänischen Filmen mit.
Charlotte Ernst heiratete am 25. Juni 1962 den Schauspieler Poul Reichhardt. Aus der Ehe gingen mehrere Kinder hervor, darunter der Schauspieler Peter Reichhardt.
Charlotte Ernst starb am 11. Juni 1973 im Alter von 34 Jahren an Leukämie. Ihre Grabstätte befindet sich auf dem Ordrup-Kirkegard in Kopenhagen.

## Filmografie
- 1954: Ballettens Born
- 1959: Skyggen
- 1960: Sandhedens Haevn
- 1963: Sikke'm Familie
- 1963: Syd for Tana River
- 1963: Et dogn uden logn
- 1965: Kik Ind (Fernsehserie)